# Quận King and Queen, Virginia
Quận King and Queen là một quận thuộc tiểu bang Virginia, Hoa Kỳ.
Quận này được đặt tên theo. Theo điều tra dân số của Cục điều tra dân số Hoa Kỳ năm 2000, quận có dân số 6630 người. Quận lỵ đóng ở King and Queen Court House.

## Địa lý
Theo Cục điều tra dân số Hoa Kỳ, quận có diện tích 844 km2, trong đó có 26 km2 là diện tích mặt nước.

## Thông tin nhân khẩu
Theo điều tra dân số 2 năm 2000, đã có 6.630 người, 2.673 hộ gia đình, và 1.897 gia đình sống trong quận hạt. Mật độ dân số là 21 người trên một dặm vuông (8/km ²). Có 3.010 đơn vị nhà ở với mật độ bình quân 10 trên một dặm vuông (4/km ²). Cơ cấu chủng tộc của dân cư quận gồm có 61,22% người da trắng, 35,67% da đen hay Mỹ gốc Phi, 1,42% người Mỹ bản xứ, 0,27% châu Á, Thái Bình Dương 0,02%, 0,15% từ các chủng tộc khác, và 1,25% từ hai hoặc nhiều chủng tộc. 0,87% dân số là người Hispanic hay Latino thuộc một chủng tộc nào.
Có 2.673 hộ, trong đó 26,80% có trẻ em dưới 18 tuổi sống chung với họ, 52,60% là đôi vợ chồng sống với nhau, 13,50% có nữ hộ và không có chồng, và 29,00% là các gia đình không. 24,60% hộ gia đình đã được tạo ra từ các cá nhân và 11,00% có người sống một mình 65 tuổi hoặc lớn tuổi hơn là người. Cỡ hộ trung bình là 2,48 và cỡ gia đình trung bình là 2,94.
Trong quận, độ tuổi dân số đã được trải ra với 22,70% dưới độ tuổi 18, 7,00% 18-24, 26,80% 25-44, 27,00% từ 45 đến 64, và 16,40% từ 65 tuổi trở lên. Độ tuổi trung bình là 41 năm. Đối với mỗi 100 nữ có 95,20 nam giới. Đối với mỗi 100 nữ 18 tuổi trở lên, đã có 92,50 nam giới.
Thu nhập trung bình cho một hộ gia đình trong quận đã được $ 35.941, và thu nhập trung bình cho một gia đình là $ 40.563. Phái nam có thu nhập trung bình $ 33.217 so với 21.753 $ cho phái nữ. Thu nhập bình quân đầu người là 17.236 $. 10,90% dân số và 7,80% của các gia đình sống dưới mức nghèo khổ. Trong tổng số người dân sống trong nghèo đói, 8,10% là ở độ tuổi dưới 18 và 14,80% là từ 65 tuổi trở lên.